# Virginia Slims of Indianapolis 1990
Il Virginia Slims of Indianapolis 1990 è stato un torneo di tennis giocato sul cemento indoor. È stata l'11ª edizione del torneo, che fa parte della categoria Tier IV nell'ambito del WTA Tour 1990. Si è giocato ad Indianapolis negli USA dal 5 all'11 novembre 1990.

## Campionesse

### Singolare
Conchita Martínez ha battuto in finale  Leila Meskhi con il punteggio di 6–4, 6–2

### Doppio
Patty Fendick /  Meredith McGrath hanno battuto in finale  Katrina Adams /  Jill Hetherington con il punteggio di 6–1, 6–1